# 天主教利沃夫總教區
天主教利沃夫總教區（拉丁語：Archidioecesis Leopolitana Latinorum）是羅馬天主教在烏克蘭的一個總教區。下轄六個教區。成立於1412年8月28日。
教區範圍包括利沃夫州、切爾諾夫策州、伊萬諾-弗蘭科夫斯克州和捷爾諾波爾州。2004年有教友154,000人，佔轄區總人口3.1%。教區下轄271個堂區，有140名司鐸。現任總主教為米奇斯瓦夫·莫克里茨基。